# Buslijn 38 (Rotterdam)
Buslijn 38 is een buslijn in de gemeenten Rotterdam en Schiedam, die wordt geëxploiteerd door de RET. De lijn verbindt het station Schiedam Centrum via de Beukelsdijk en het Centraal Station met Rotterdam Crooswijk en is een zogenaamde "frequentbus" (tegenwoordig 6-4-2), wat inhoudt dat de lijn op maandag tot en met vrijdag overdag ten minste elke tien minuten rijdt. In de jaren 1950 en 1960 hebben er bij de RET ook 2 andere buslijnen 38 bestaan. De helft van de ritten rijden door naar Crooswijk.

## Geschiedenis

### Lijn 38 I

#### Lijnen I en 56
Begin jaren 1950 bestond in Vlaardingen een stadsbuslijn met de lijnletter I van station Vlaardingen Centrum en dan een rondje reed door de, toen nog niet zo grote, stad en weer terug naar het station reed. Op 1 november 1953 werd de lijn vernummerd in lijn 38 om in 1955 weer te verdwijnen. Drie jaar later werd de lijn opnieuw ingesteld nu met het lijnnummer 56 en een jaar later werd het een normale lijn die uiteindelijk uitgroeide tot de huidige frequentbus van Holy via het centrum naar Vlaardingen West.

### Lijn 38 II
In 1958 werd de toenmalige lijn 36 tussen het Heemraadsplein via de Maastunnel en de Groene Kruisweg naar Pernis en Hoogvliet gesplitst in lijn 36 naar Pernis en lijn 38 naar Hoogvliet. Gelijktijdig werd het eindpunt op de rechter maasoever verlegd naar een nieuw busstation in de Jongkindstraat. 

#### Lijnen 62 en 63
In 1964 werd lijn 38 weer gesplitst in de lijnen 62 en 63 die elk via verschillende routes naar het sterk uitbreidende Hoogvliet reden. Vooral lijn 63 groeide uit tot een zware en frequente lijn. In februari 1968 bij de opening van de metro werden de lijnen ingekort tot het metrostation Zuidplein. Op 25 oktober 1974 bij de verlenging van de metro naar Hoogvliet verdwenen de lijnen 62 en 63.

### Lijn 38 III

#### Lijnen R en 44
Op 28 november 1950 werd buslijn R ingesteld tussen de Heemraadssingel nabij de Nieuwe Binnenweg en het Emmaplein in Schiedam. Op 1 november 1953 werd deze lijn vernummerd in lijn 44.

#### Lijn 38
Op 2 september 1967, bij de grote reorganisatie en hernummering van het lijnennet in verband met de komende ingebruikname van de Rotterdamse metro, werd lijn 44 vernummerd in lijn 38 en van de Heemraadssingel via het Centraal Station verlengd naar Crooswijk, ter vervanging van de oostelijke tak van de toenmalige tramlijn 15. Tevens bood de lijn vervanging voor de westelijke tak van de al per 8 mei 1967 opgeheven toenmalige tramlijn 1.
Er ontstond toen een drukke lijn tussen Crooswijk en station Schiedam-Rotterdam West via het Centraal Station. Later werd de lijn ingekort tot station Schiedam Rotterdam West in plaats van het Emmaplein in Schiedam. Veel is er niet veranderd in de loop der jaren, afgezien van de verplaatsing van de eindpunten in Crooswijk en bij station Schiedam Centrum in 2002.
De grootste verandering vond plaats in 2002, toen een deel van de ritten werd verlengd van Crooswijk naar Capelle Schollevaar via station Rotterdam Alexander. In 2004 werd dit vanwege bezuinigingen weer ongedaan gemaakt.
Met ingang van 11 december 2011 werd lijn 38 opgesplitst in een westelijke tak tussen Station Schiedam Centrum en het Centraal Station onder het huidige lijnnummer en in een oostelijke tak met het lijnnummer 39 tussen het Centraal Station en Crooswijk. Men kon hierdoor op de westelijke tak frequenter rijden dan op de oostelijke tak en daardoor bezuinigen.
Met ingang van 14 december 2014 werd lijn 38 weer verlengd naar Crooswijk. Dit geldt echter voor slechts de helft van de ritten, de overige ritten rijden slechts tussen Schiedam en Rotterdam Centraal.